# Octocorallia

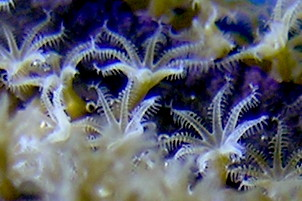
Pólipos de ocho tentáculos pinnados de una gorgonia

Los octocorales u octocoralarios (Octocorallia), también conocidos como alcionarios (Alcyonaria), son una subclase de cnidarios antozoos mayoritariamente coloniales, a excepción de los géneros Hartea, Haimea y Monexia. 
Esta subclase abarca los denominados corales blandos, las gorgonias, las plumas de mar, y el coral azul, orden Helioporacea, que junto al género Tubipora son los únicos de la subclase Octocorallia en generar un esqueleto calcáreo, y por tanto ser constructores de arrecifes o corales hermatípicos.

## Anatomía
Los pólipos tienen 8 tentáculos, que generalmente son pinnados, con cavidad gastrovascular dividida en 8 cámaras separadas por 8 tabiques o sarcoseptos.
Se pueden distinguir varias regiones comunes en los octocorales:

### Región oral
La boca (situada en el centro del disco oral) y la faringe están comprimidas lateralmente, dotándolas de una simetría bilateral secundaria. Esta faringe posee un surco tapizado, en uno solo de sus extremos, por células epidérmicas muy ciliadas, cuya función es la de hacer más eficaz la circulación del agua por la cavidad gastrovascular. Esta estructura se conoce como sifonoglifo, y también determina la simetría bilateral secundaria.
En el borde del disco oral aparecen ocho tentáculos huecos (debido a que la cavidad gastrovascular se extiende por su interior) y pinnados, es decir, unas prolongaciones laterales denominadas pínnulas, también huecas.

### Región gástrica
Tiene sección circular, y está ocupada enteramente por la cavidad gastrovascular, dividida en ocho cámaras separadas por ocho tabiques o septos denominados sarcoseptos, formadas por células nutritivomusculares procedentes de la gastrodermis. La faringe ocupa la mitad superior de esta región. Los sarcoseptos de esta zona son completos, es decir, se extienden desde la pared externa del animal hasta la faringe. La mitad inferior del animal, carente de faringe, posee sarcoseptos incompletos ya que tienen el extremo interno libre. Este extremo se encuentra engrosado y forman los filamentos mesentéricos, lugar de origen de las gónadas.
La parte contráctil de las células nutritivomusculares, está dispuesta en sentido del eje oral-aboral (de la boca a su base), a modo de fibras musculares longitudinales, que tienden a engrosarse en la zona central y en una de las caras de cada sarcosepto, formando lo que se conoce con el nombre de banderola. Existe una cámara gastrovascular sulcal (con dos banderolas enfrentadas) y una cámara gastrovascular asulcal (no tiene ninguna banderola) opuestas en la sección del animal. El resto de las cámaras, tres a cada lado, tienen solo una banderola, cuyo engrosamiento está orientado siempre hacia la cámara sulcal. La disposición de las mismas determina, junto con la boca, faringe y sifonoglifo, la simetría bilateral secundaria.

### Región basal
Es la zona de unión al sustrato (en las especies solitarias se denomina discopedio) o al resto de la colonia (en las especies coloniales).

## Estructura y formación de las colonias

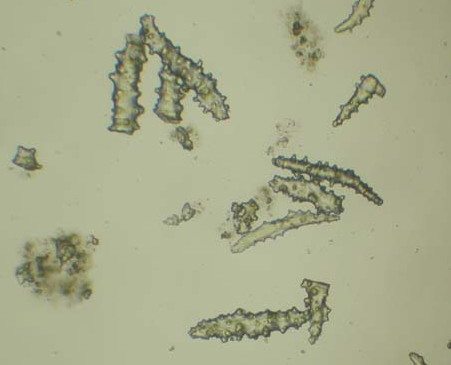
Espículas, o escleritos, del tejido colonial de una gorgonia

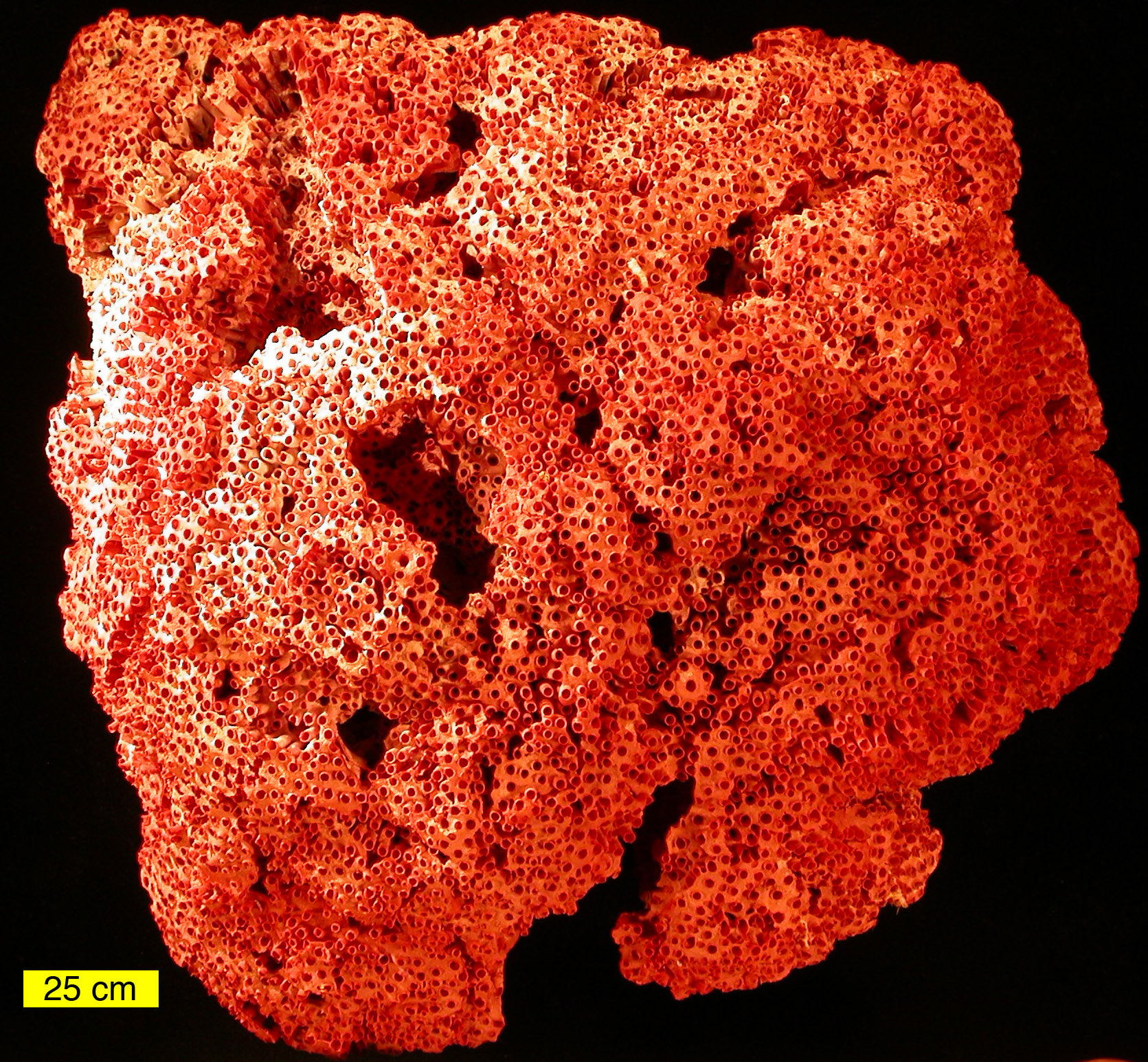
Tubipora musica

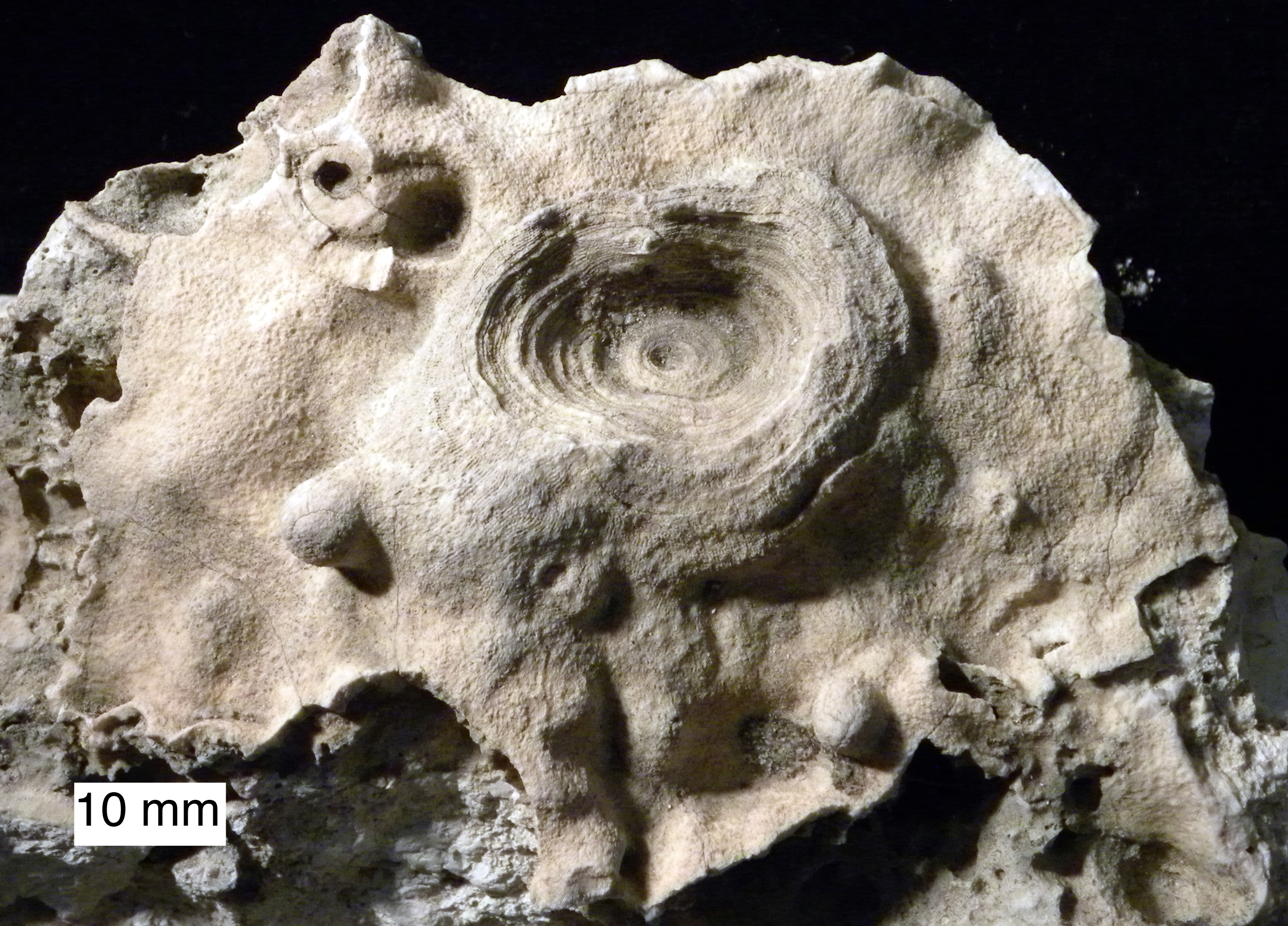
Fósil de placa base de un octocoral del Pleistoceno

La larva plánula, nadadora, acabará depositándose en un sustrato y comenzará a crecer, originando una colonia, al reproducirse por gemación. 
En el caso de las gorgonias, al depositarse la larva, se empieza a producir una invaginación ectodérmica en la zona central de la larva, que arrastra a la mesoglea y la gastrodermis. La epidermis que tapiza la invaginación comienza a secretar gorgonina (escleroproteína de los subordenes Calcaxonia, Holaxonia y Scleraxonia) hacia el exterior (en la invaginación) formando un eje o varilla, a modo de esqueleto, que puede o no mineralizarse posteriormente.
La mesoglea contiene amebocitos, algunos de los cuales pueden diferenciarse hacia escleroblastos que forman escleritos, elementos esqueléticos calcáreos, compuestos por carbonato de calcio, cristalizado en forma de aragonito o calcita).
Los géneros incluidos en el suborden Alcyoniina, o comúnmente denominados corales blandos, utilizan estos escleritos, distribuidos por su epidermis, para proporcionarles consistencia y rigidez. Al carecer de esqueleto calcáreo, como los corales duros del orden Scleractinia, o proteico, como las gorgonias; cuando desarrollan las estructuras de sus colonias, se valen de los escleritos para darles rigidez. 
Los individuos de la colonia tienen en contacto sus cavidades gastrovasculares, en una red de canales conocida como red solenial. La mesoglea se desarrolla hasta dar una masa carnosa que envuelve a la red solenial, conocida como cenénquima.

## Reproducción y fecundación
Los gametos, originados en las gónadas de los filamentos mesentéricos, salen por la boca. La fecundación es externa.
Pueden reproducirse tanto asexualmente como sexualmente:
Asexualmente se reproducen por gemación, igual que otros grupos de Cnidarios. Entre los tipos de gemación que podemos encontrar se destaca la fisión binaria; en la que dos individuos formados pueden permanecer unidos en el caso de los coloniales, o separarse si son solitarios. El otro tipo, la laceración pedal, se produce solo en individuos solitarios; en ella se produce una yema en el disco basal a medida que el animal se desplaza, y cuyas sucesivas roturas pueden originar hasta varios individuos. Puede ocurrir que los pólipos se formen en el interior de la cavidad gástrica y salgan al exterior por la boca del pólipo progenitor.
Sexualmente, en la mayoría de las especies los sexos están separados, es decir, hay individuos machos y hembras, aunque en algunas existe el hermafroditismo. Las gónadas se encuentran en las paredes de los septos, y vierten sus productos sexuales a través de la boca al agua, donde se produce la fecundación y se origina una larva plánula que posteriormente se fija al sustrato y origina un nuevo pólipo.

## Desarrollo embrionario
La segmentación es total e igual, y origina una estereogástrula que originará una larva plánula.

## Árbol filogenético
|  | \| \| Gorgonacea \| \| \| \| \| \| Pennatulacea (Pluma de mar) \| \| \| \| \| \| Alcyonacea \| \| \| \| \| \| Stolonifera \| \| \| \| |
|  | |
|  | Gorgonacea |
|  | |
|  | Pennatulacea (Pluma de mar) |
|  | |
|  | Alcyonacea |
|  | |
|  | Stolonifera |
|  | |

## Taxonomía
La organización taxonómica de las especies, géneros, familias y órdenes de la subclase Octocorallia viene siendo, desde el siglo XIX, materia apasionante para los científicos. Históricamente, la clasificación más aceptada en la segunda mitad del siglo XX, por ejemplo por Hyman 1940; Barnes 1980; Brusca & Brusca 1990, fue la de Hickson (1930), quien dividió los corales blandos y las gorgonias en cuatro órdenes: Alcyonacea, Gorgonacea, Stolonifera y Telestacea.
La falta de distinciones morfológicas claras impulsó a Bayer (1981) a juntar los cuatro en un solo orden, Alcyonacea, una decisión que fue abrazada por los modernos taxonomistas, por ejemplo: Fabricius & Alderslade 2001.
Actualmente, hay un mayor consenso entre taxonomistas en la clasificación, aceptada asimismo por el Registro Mundial de Especies Marinas, WoRMS en inglés, que establece el siguiente árbol filogenético para Octocorallia, determinando a Gorgonacea como sinónimo de Alcyonacea, y enmarcando un par de géneros sin clasificar definitivamente en un orden incertae sedis:
|  | \| \| Alcyonacea \| \| \| \| \| \| Helioporacea \| \| \| \| \| \| Octocorallia incertae sedis \| \| \| \| \| \| Pennatulacea \| \| \| \| |
|  | |
|  | Alcyonacea |
|  | |
|  | Helioporacea |
|  | |
|  | Octocorallia incertae sedis |
|  | |
|  | Pennatulacea |
|  | |

Incluyendo Alcyonacea los siguientes subórdenes:
- Alcyoniina
- Calcaxonia
- Holaxonia
- Protoalcyonaria
- Scleraxonia
- Stolonifera